# Thomonde (ort)
Thomonde är en ort i Haiti.   Den ligger i departementet Centre, i den centrala delen av landet, 70 km nordost om huvudstaden Port-au-Prince. Thomonde ligger 284 meter över havet och antalet invånare är 3 696.
Terrängen runt Thomonde är platt åt nordost, men åt sydväst är den kuperad. Terrängen runt Thomonde sluttar österut. Runt Thomonde är det ganska tätbefolkat, med 179 invånare per kvadratkilometer. Närmaste större samhälle är Hinche, 16,0 km norr om Thomonde. Trakten runt Thomonde består till största delen av jordbruksmark.